# فرسنو (تولیما)
فرسنو (تولیما) (به اسپانیایی: Fresno, Tolima) یک سکونتگاه مسکونی در کلمبیا است که در بخش تولیما واقع شده‌است.

## خصوصیات
فرسنو ۲۰۸ کیلومترمربع مساحت و ۳۰٬۷۵۰ نفر جمعیت دارد و ۱٬۴۶۵ متر بالاتر از سطح دریا واقع شده‌است.